# 于成龍 (旗人)

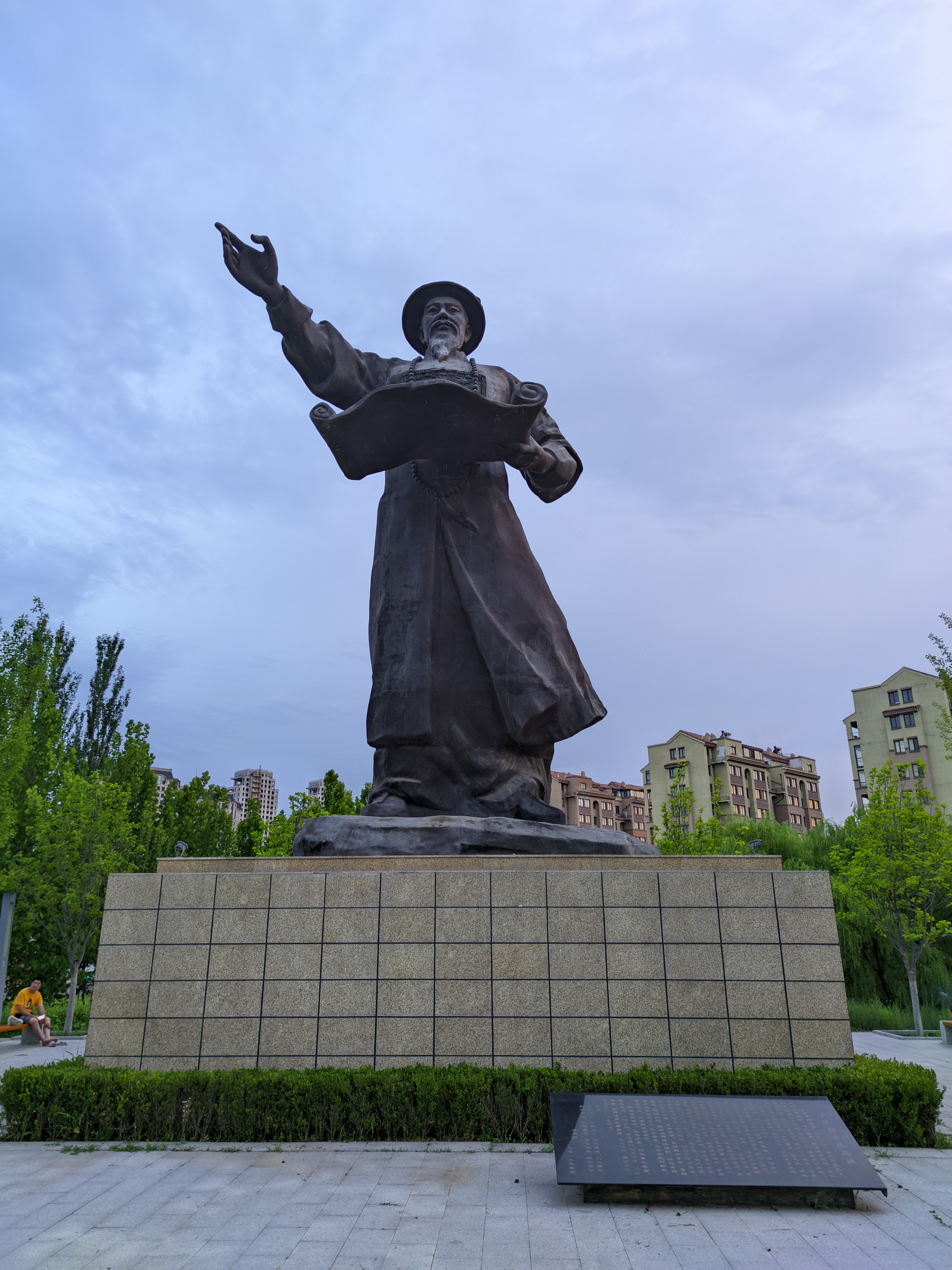
于成龙文化园铜像

于成龍（1638年—1700年），字振甲，号如山，汉军镶黄旗（一说镶红旗）人，清朝政治人物，荫生出身，与当时名臣于成龙同名同姓，所以又被称为小于成龙。大于成龍升任兩江總督時，向皇帝推薦了小于成龍，小于成龍後來也升到直隸巡撫。

## 生平
康熙七年（1668年），出任乐亭县知县，为官清正，被于成龍提拔为江宁府知府。历任安徽按察使、直隶巡抚。与河道总督靳辅争论开河之议，康熙二十七年（1688年），当时御史郭琇弹劾大学士纳兰明珠专权，小于成龙与慕天颜等诬陷靳辅为明珠一党，事情查明后，康熙帝追究了小于成龙的责任。康熙三十一年（1692年），靳辅去世，小于成龙任河道总督，依然用靳辅之法治河，受到康熙帝的嘲讽。
康熙三十五年（1696年），康熙帝亲征噶尔丹，小于成龙以左都御史督运中路军粮。康熙三十七年（1698年），治理浑河，修筑永清、固安堤防，康熙帝改浑河为永定河。康熙三十九年（1700年）三月初十，小于成龙去世，谥号襄勤。
据载，于成龍墓在今河北承德市丰宁满族自治县。

## 家庭
- 孙于宗瑛，乾隆甲戌科三甲進士，著有《来鶴堂詩鈔》。
- 曾孙鳌图，乾隆庚寅科舉人，江苏按察使，著有《習靜軒詩文集》。

## 延伸阅读
- 《清史稿》卷279　列传六十六